# Minamichita
Minamichita (japanska: 南知多町?, Minamichita-chō) är en landskommun i Aichi prefektur i Japan. Kommunen ligger cirka 50 km söder om centrala Nagoya. Till kommunen hör öarna Himakajima och Shinojima.